# Reconquête
Reconquête (dansk: Generobring) er det fransk politisk parti, som blev grundlagt i 2021 af Éric Zemmour.

## Historie
Efter en længere periode hvor at der havde været seriøs interesse over om Éric Zemmour ville være kandidat til præsidentvalget i 2022, så annoncerede Zemmour sin kandidatur den 30. november 2021 i en video på hans YouTube-kanal. Partiet blev officieltgjort få dage efter, den 5. december 2021 under et vælgermøde i Villepinte.
Partiet fik sin første valgte repræsentant i december 2021, da Joachim Son-Forget, medlem af Nationalforsamlingen, skiftede til Reconquête efter at have været løsgænger. Partiet har over de næste sidste par måneder fået flere medlemmer, som skiftede fra andre partier, og har i dag repræsentation i også Senatet og Europa-Parlamentet.
Partiet annoncerede i februar 2022 at de havde rundet deres medlem nummer 100.000.

## Ideologi
Partiets hovedpointe er at markant reducere indvandring til Frankrig, og introducere lovgivning som gør det muligt at deportere mange flere end der gøres i dag. Partiet ønsker at bekæmpe hvad de kalder for 'den store udskiftning' af det franske folk, og at de-islamisere samfundet.
Til forskel for andre højrepopulitiske partier, så ønsker partiet ikke at Frankrig skal forlade den Europæiske Union, men i stedet at der skal være en mindre indflydelse af EU på medlemslandene, og at yderlig europæiske integration og ekspansion af unionen skal stoppes.